# Costa Atlantica
Margaritaville at Sea Islander, capoclasse della omonima classe di navi, è una nave da crociera della Margaritaville at Sea. In passato ha fatto parte della flotta della compagnia genovese Costa Crociere.

## Storia
Costruita nel 2000 in Finlandia, è la prima nave costruita secondo il progetto avviato dai cantieri Kværner Masa Yard di Helsinki che prevedeva la costruzione di altre cinque navi oltre alla presente: Costa Mediterranea (la gemella), Carnival Pride, Carnival Spirit, Carnival Legend e Carnival Miracle, queste ultime 4 per la statunitense Carnival Cruise Lines. Il battesimo di Costa Atlantica si è tenuto il 16 luglio 2000 in piazza San Marco a Venezia. Attualmente è in riparazione presso i cantieri Harland and Wolff di Belfast.
Nel 2011 la nave ha fatto da set per il film Benvenuto a bordo, del francese Éric Lavaine. Consulente per quel film fu Francesco Schettino, allora comandante su quella nave, tristemente noto per le vicende occorse un anno dopo a Costa Concordia. Il film infatti, inizialmente programmato per i primi mesi del 2012, è uscito nelle sale a giugno dello stesso anno. La pellicola è stata girata mentre la nave effettuava regolare servizio effettuando crociere nel centro e nord America.
Nel gennaio 2015 la nave è entrata in bacino di carenaggio, a Shanghai, per essere adattata al mercato cinese. Durante i lavori di rinnovamento fu demolito il centro benessere (denominato "Ischia spa") per far posto a 47 nuove cabine.
Nel 2018 è stata venduta a CSSC per operare nel mercato asiatico, dove doveva iniziare a operare nel 2023, ma è stata a sua volta rivenduta alla compagnia Margaritaville at Sea.

## Caratteristiche
Costa Atlantica ha una lunghezza di 292 metri, una larghezza di 32 metri, stazza 85 619 tonnellate e può accogliere un massimo di 2 680 passeggeri, ospitati nelle 1 056 cabine, di cui 620 e 54 suite con balcone privato affacciato sul mare. Fu la prima nave di Costa Crociere ad essere dotata di cabine con balcone e ad avere gli interni progettati dall'architetto americano Joseph Farcus.
Può raggiungere una velocità di 24 nodi. Per le sue dimensioni può transitare attraverso il canale di Panama (si tratta infatti di una nave panamax come Costa Luminosa, Costa Deliziosa e Costa Mediterranea), transito compiuto per la prima volta nel suo giro del mondo per la clientela cinese.
I 12 ponti passeggeri hanno ciascuno il nome di un famoso film del rinomato regista italiano Federico Fellini e le insegne dei ponti sono illustrate da disegni di Milo Manara:
- Ponte 1: Luci del varietà
  - cabine ospiti
- Ponte 2: La dolce vita
  - Teatro Caruso, a prua
  - Casinò Fortuna, a centro nave
  - Atrio La Dolce Vita, a centro nave
  - Ristorante Tiziano, a poppa
- Ponte 3: La strada
  - Teatro Caruso, a prua
  - Galleria Shops, a centro nave
  - Ristorante Tiziano, a poppa
- * Ponte 4: Roma
  - Teatro Caruso, a prua
  - cabine ospiti
- Ponte 5: I clowns
  - cabine ospiti

- Ponte 6: Amarcord
  - cabine ospiti
- Ponte 7: Intervista
  - cabine ospiti
- Ponte 8: 8½
  - cabine ospiti
- Ponte 9: Ginger & Fred
  - cabine ospiti
  - Piscina, a centro nave
  - Ristorante Buffet Botticelli, a centro nave
  - Lido Aurora, a poppa
- Ponte 10: E la nave va
  - cabine ospiti
  - Ristorante Club Atlantica, a centro nave
- Ponte 11: La voce della luna
  - Lido Aurora, a centro nave
- Ponte 12: Le notti di Cabiria

È decorata con marmo di Carrara e con un preziosissimo lampadario in vetro di Murano. A bordo è stato ricostruito fedelmente il settecentesco Caffè Florian di Venezia. Il suo salone d'ingresso "La dolce vita" è percorso da tre ascensori panoramici che dal cuore della nave salgono verso un'ampia vetrata.
Dispone di 12 bar, 4 piscine di cui una con copertura semovente in vetro e toboga, 4 vasche idromassaggio, un campo polisportivo, un percorso jogging esterno, fino al 2015 un centro benessere denominato Ischia Spa, un teatro, un casinò, una discoteca, un'internet point, una biblioteca, uno shopping center e lo Squok Club con piscina per bambini.

## Itinerari
Nella stagione invernale 2012/2013 ha effettuato crociere negli Emirati Arabi e nell'estate del 2013 ha iniziato a fare crociere in Cina, Corea del Sud e Giappone insieme alla Costa Victoria. Il 1º marzo 2015 è partita per un giro del mondo di 86 giorni da Shanghai. Ha operato per Costa Asia prima di passare a CSSC.

## Navi gemelle
- Costa Mediterranea
- Carnival Legend
- Carnival Pride
- Carnival Spirit
- Carnival Miracle

## Media
La nave è protagonista del film Benvenuto a bordo del 2011, diretto da Éric Lavaine e ambientato a bordo della stessa.

## Galleria d'immagini

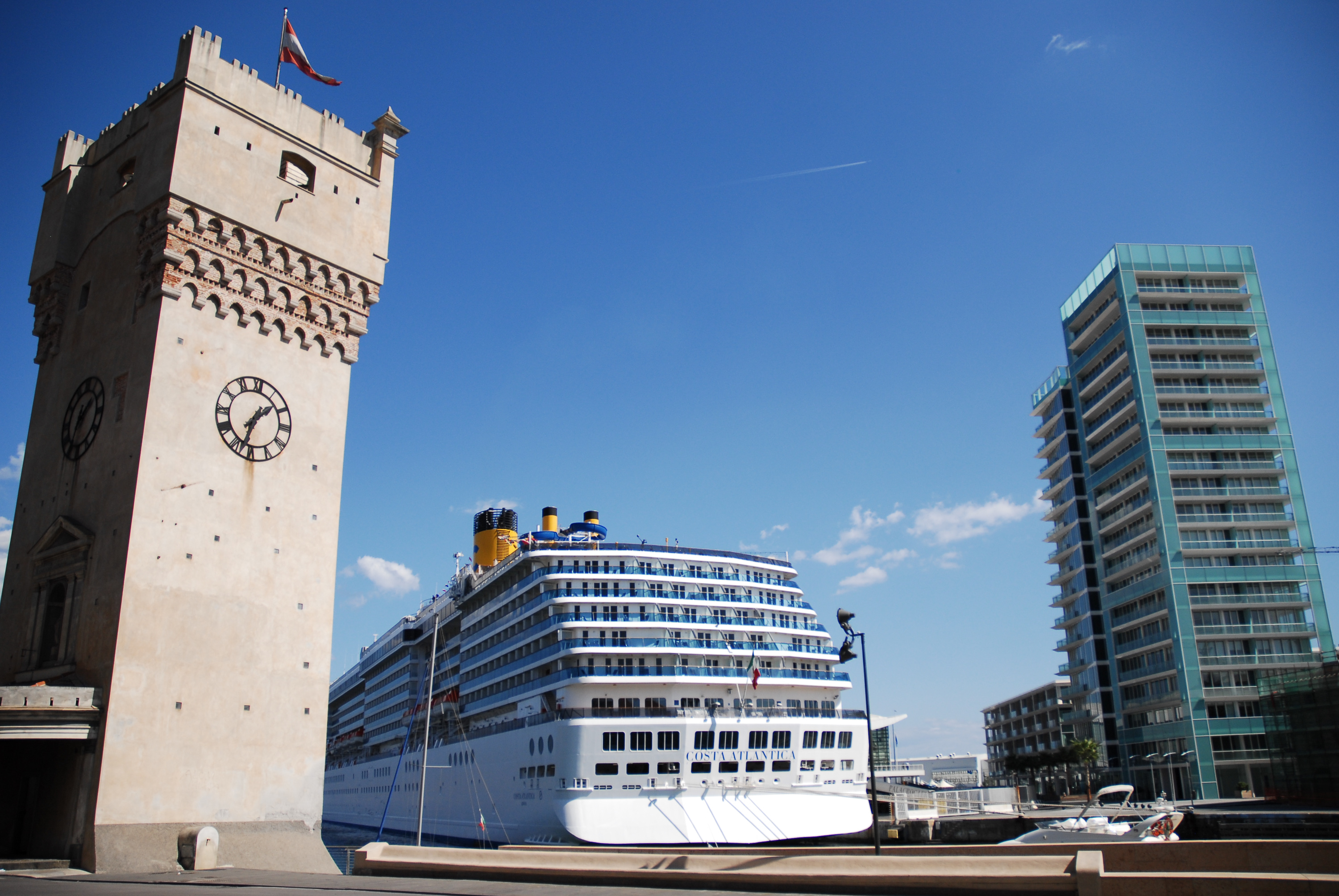
Costa Atlantica a Savona
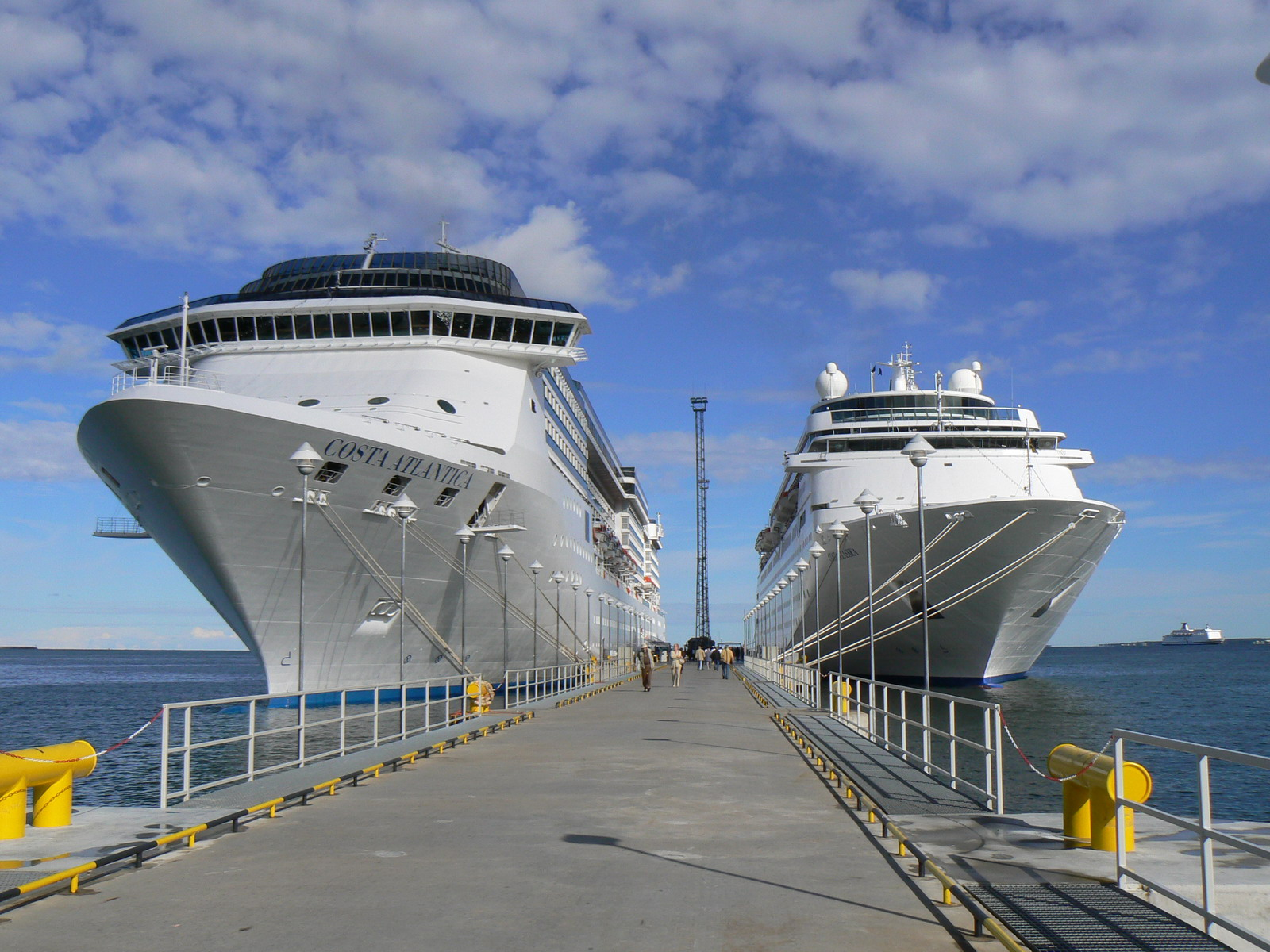
Costa Atlantica ormeggiata a fianco alla Costa neoClassica